# William Bedford
William Bedford é um ex-jogador de basquete norte-americano que foi campeão da Temporada da NBA de 1989-90 jogando pelo Detroit Pistons.